# Геновка
Геновка (укр. Генівка) — село в Первомайском районе Николаевской области Украины.
Население по переписи 2001 года составляло 262 человек. Почтовый индекс — 55271. Телефонный код — 5161.

## Местный совет
55270, Николаевская обл., Первомайский р-н, с. Романова Балка